# Großer See (Rossow)
Der Große See ist ein See bei Rossow im Landkreis Vorpommern-Greifswald in Mecklenburg-Vorpommern.
Das etwa 8,4 Hektar große Gewässer befindet sich im Gemeindegebiet von Rossow, drei Kilometer vom Ortszentrum entfernt. Von Süden fließen dem Großen See der Kuckucksbach und der Seegraben zu. Der Landgraben, der den Abfluss des Sees bildet, fließt direkt in die Randow. Die maximale Ausdehnung des Großen Sees beträgt etwa 365 mal 305 Meter. Der See ist zudem zum Angeln ausgewiesen und beherbergt Fischarten wie Hechte, Zander, Aale, Barsche und Karpfen.